# Còsroes I
Còsroes I el Just —Khusraw I Anushirwan— (segle vi) va ser un dels reis més importants de la dinastia sassànida durant el Segon Imperi Persa. Va ser l'artífex de l'expansió de l'imperi des de l'Indus fins al mar Roig, i es va enfrontar amb l'Imperi Romà d'Orient pel control del Pròxim Orient.
En 576 Còsroes va iniciar la que havia de ser la seva darrera campanya i una de les seves més ambicioses, organitzant un atac de llarg abast pel Caucas fins a Anatòlia, on els exèrcits perses no havien estat des del segle iii. Els seus intents d'atacar Teodosiòpolis d'Armènia i Cesarea de Capadòcia es van frustrar però va aconseguir saquejar Sebaste d'Armènia abans de retirar-se sent interceptat i severament derrotat prop de Melitene per Justinià, i després de saquejar Melitene mentre fugien, el seu exèrcit va patir més grans pèrdues mentre travessaven l'Eufrates sota atac romà d'Orient.
Les seves escomeses van ser tan contundents que l'emperador romà d'Orient, Justinià I, va haver de comprar la pau mitjançant el pagament d'un tribut de 3.000 peces anuals.